# El monstre del pantà
El monstre del pantà (títol original: The Swamp Thing) és una pel·lícula de ciència-ficció estatunidenca, estrenada l'any 1982, escrita i dirigida per Wes Craven. La pel·lícula es va basar en la història del personatge del mateix nom original de DC Comics, que va ser creat per Len Wein i Bernie Wrightson. En aquest film, es relata la història del científic Alec Holland (Ray Wise), que es transforma en el monstre “del Pantà” (Dick Durock) per culpa del sabotatge al que es veu enfrontat el seu laboratori; sabotatge que va ser planejat per Anton Arcane (Louis Jourdan), l'antagonista de la pel·lícula. En la història, ell ajuda a una dona anomenada Alice (Adrienne Barbeau) que lluita contra el responsable de tot, un personatge despietat.
Ha estat doblada al català.

## Argument
En els pantans que es troben en la sabana de Geòrgia, el doctor Alec Holland treballa amb la seva germana Linda en un projecte de bio-enginyeria d'alt nivell confidencial per crear un híbrid que sigui meitat planta i meitat animal, que sigui capaç de prosperar en ambients extrems. L'agent del govern Alice Cable, apareix en la història just quan Holland té un gran avanç en el seu projecte i a mesura que interactua amb ell comença a desenvolupar sentiments més enllà dels professionals. No obstant això, un grup paramilitar que és dirigit pel malvat Dr. Anton Arcane, que està obsessionat amb la immortalitat, mata a la germana de Alec, Linda, intentant robar la fórmula per utilitzar-la amb finalitats personals. Durant l'atac, Alice aconsegueix escapar i Alec cau sobre una gran quantitat de productes químics, arran d'això el seu cos s'incendia i comença a córrer desesperat caient al pantà per, aparentment, morir. De sobte, del pantà surt Alec convertit en una criatura monstruosa, combinació entre planta i animal mutant. A mesura que “El monstre del Pantà” lluita contra les forces paramilitars per protegir a Alice, acaba enfrontat contra Anton Arcane, que també va sofrir mutacions per la fórmula de Holland.

## Repartiment
- Ray Wise com el Doctor Alec Holland
- Adrienne Barbeau com Alice Cable
- Louis Jourdan com a Dr. Anton Arcane
- Dick Durock com El monstre del Pantà
- David Hess com Ferret
- Nicholas Worth com Bruno
- Don Knight com Harry Ritter
- Al Ruban com Charlie
- Ben Bats com a Monstre Arcà
- Nannette Brown com a Dr. Linda Holland
- Reggie Batts com el Jutge
- Mimi Craven com la Secretària d'Arcà
- Karen Price com Karen
- Bill Erickson com a Agent jove
- Dov Gottesfeld com Commando
- Tommy Madden com el Petit Bruno
- Garry Westcott com Louis Jourdan

## Producció
El rodatge va tenir lloc principalment en els escenaris de la ciutat de Charleston, a Carolina del Sud, prop de l'illa “Johns”. El personatge d'Alice Cable és una combinació de dos personatges que es troben en el còmic original de Swamp Thing.

## Rebuda de la crítica
Aquesta pel·lícula, va rebre de mitjana un bon nombre de crítiques positives. El lloc web Rotten Tomatoes, basat en 33 opinions de diversos crítics, li va donar un percentatge del 64%. Roger Ebert va donar a la pel·lícula 3 de 4 possibles estrelles, manifestant que: “Hi ha molta bellesa en aquesta pel·lícula, si vostè sap on buscar-la”.
L'autor John Kenneth Muir assenyala que “El monstre del Pantà” difereix en molts aspectes del treball habitual de Craven, que es dedicava a un altre tipus de situacions cinematogràfiques, com a acrobàcies, entreteniment, gestió d'estrelles de Hollywood, entre d'altres. No obstant això, Muir assenyala alguns dels temes i imatges habituals de Craven que apareixen en el film i també manifesta que Craven conserva una estreta relació entre el paisatge i els personatges de les seves pel·lícules.

## Seqüeles
L'any 1989, va ser estrenada una seqüela de baix pressupost, anomenada “El retorn del monstre del pantà”.
El 2009, Joel Silver va anunciar plans per produir un reinici de la franquícia de pel·lícules Swamp Thing a partir d'una història escrita per Akiva Goldsman. L'abril de 2010, Vincenzo Natali va ser confirmat com a director, però al maig va decidir endarrerir el reinici de Swamp Thing per continuar amb altres projectes.
El gener de 2023, es va anunciar un nou reinici com a part de la franquícia de l'Univers DC (DCU) per James Gunn.